# JEF United Ichihara Chiba Ladies
O JEF United Ichihara Chiba Ladies é um clube de futebol feminino japonês, sediado em Chiba, Japão. A equipe compete na L. League

## História
O clube foi fundado em 1992 como parte do programa de futebol feminino do JEF United.